# Родионов, Борис Евгеньевич
Борис Евгеньевич Родионов (16 марта 1912, Москва — 13 мая 1987, там же) — деятель советского и международного шахматного движения, инженер.

## Биография
Во время Великой Отечественной войны - на инженерных должностях в Москве. 
После войны - на партийной работе в Москве, секретарь, первый секретарь Киевского райкома КПСС, секретарь Московского городского исполнительного комитета, начальник Главного управления культуры Мосгорисполкома. 
Заместитель председателя Госкомиздата РСФСР (1970—1984). Председатель шахматной федерации РСФСР (1961—1962) и СССР (1962—1968). Вице-президент (1962—1970) и член Бюро (1970—1978) ФИДЕ, почётный член ФИДЕ (с 1978). Автор ряда статей по вопросам организации шахматной работы и международного шахматного движения.